# Huperzia staudtii
Huperzia staudtii là một loài thực vật có mạch trong Họ Thạch tùng. Loài này được (Nessel) Pic. Serm. mô tả khoa học đầu tiên năm 1968.